# Бульбофиллум пятнистый
Бульбофиллум пятнистый (лат. Bulbophyllum guttulatum) — вид однодольных цветковых растений семейства Орхидные (Orchidaceae) рода Бульбофиллюм (Bulbophyllum). Произрастает в горной системе Гималаев, а также в Бирме и Вьетнаме. Эпифит. Часто выращивается в домах как декоративное растение.
Впервые вид был описан в 1891 году как Phyllorkis guttulata. Нынешнее название было дано только в 1970 году. Синонимичные названия орхидеи — Phyllorkis guttulata и Cirrhopetalum guttulatum.